# Géométrie de suspension
La géométrie de suspension désigne l'ensemble des caractéristiques dimensionnelles et cinématiques du système de liaisons mécaniques entre la partie suspendue (la caisse) et la roue d'un véhicule. Cela définit également les degrés de liberté de la suspension.
Le terme de « géométrie » est parfois confondu, à tort, avec celui de « parallélisme », lequel n'étant en fait que l'un des paramètres de la géométrie de direction.
C'est essentiellement la géométrie des suspensions qui influe sur la tenue de route du véhicule. Tout le travail d'un concepteur de véhicule est de définir cette géométrie pour obtenir un comportement optimal en termes de tenue de route, donc de sécurité active, de confort et d'endurance.
Les différents paramètres existants de la géométrie de suspension sont présentés ci-dessous sur le type « double bras en triangles oscillants ». En effet, il propose un grand choix de réglages de géométrie. Bien que cette configuration soit de moins en moins utilisée, les différents paramètres de cette géométrie sont transposables aux autres types de suspension.
Dans les différentes descriptions qui suivent, le « plan de roue », perpendiculaire à son axe de rotation et placé à une distance médiane des flancs du pneumatique, est souvent désigné « la roue ». 

## Le carrossage
Le carrossage est l'angle entre la roue et le plan perpendiculaire au sol suivant l'axe longitudinal du véhicule. On mesure cette valeur en degrés et minutes.
Pour maintenir le pneu perpendiculaire au sol lorsque l'automobile prend du roulis, on donne un carrossage négatif au repos. Normalement, le carrossage est réglé (et fixé sur les voitures de série) de manière à avoir une usure uniforme (cylindrique) du pneu.
Un carrossage fortement négatif est gage de bonne adhérence en virages, mais faible adhérence en accélération/freinage en ligne droite (le pneu n'est pas vraiment « bien à plat » sur la route lorsque les roues ne sont pas appuyées en virage). À l'inverse, un carrossage négatif faible favorisera les reprises en ligne droite et pénalisera les vitesses de passage en courbe.
Sur les voitures sportives fréquentant les circuits, la valeur de carrossage optimale à employer, pour un circuit donné, est évidemment le fruit d'un compromis, car là où la voiture gagnera en motricité dans les virages, elle perdra en reprise et freinage en lignes droites. Cette valeur optimale est déterminée grâce à un thermomètre, que l'on place en trois points de la bande de roulement du pneu : l'intérieur, le milieu et le bord extérieur. En-effet, lorsque la bonne valeur de carrossage a été trouvée, la température mesurée doit être quasiment uniforme sur toute sa largeur, preuve qu'un bon compromis entre adhérence en virages et tenue en ligne droite a été réalisé. 
Sur les voitures à suspensions avant de type McPherson réglables, le réglage s'effectue au niveau des chapelles d'amortisseurs, la plupart du temps grâce à des vis s'insérant dans des crans gradués.

## Le parallélisme
Souvent, c'est le seul réglage disponible sur les voitures classiques. Cela a entraîné l'amalgame « parallélisme/géométrie de suspension ».
En France, l'angle de dérive entre les roues (aussi appelé « angle de ripage ») est mesuré lors du contrôle technique obligatoire. Il est exprimé en mètre de dérive par kilomètre parcouru.

### Le pincement
On dit qu'il y a « pincement » quand les plans de roues tendent à se croiser devant le train roulant étudié. On mesure cette valeur en degrés et minutes.

### L'ouverture
On dit qu'il y a « ouverture » quand les plans de roues tendent à se croiser derrière le train roulant étudié. On mesure cette valeur en degrés et minutes.

### Configurations courantes
Dans les configurations courantes, les trains avant et arrière sont pincés afin de stabiliser le véhicule.
Dans certains cas, le train avant peut être ouvert afin de favoriser l'inscription en courbe, au détriment de la stabilité en ligne droite et en sortie de virage.
Le train arrière est toujours pincé.

### Problèmes typiques
Le parallélisme est généralement le seul paramètre aisément modifiable d'une automobile, ne nécessitant aucun outil complexe (si l'on fait bien évidemment abstraction de la machine qui mesure les angles) et ne demandant qu'un temps relativement court au mécanicien chargé de l'opération.
Il est toutefois recommandé de l'effectuer fréquemment, car il varie beaucoup au cours de la vie du véhicule. En-effet, des routes de mauvaise qualité, les vibrations des utilisations quotidiennes, des chocs contre des obstacles, un trottoir mal négocié ou un nid-de-poule affectent facilement ce paramètre d'un véhicule. En France, la présence d'un nombre sans cesse grandissant de ronds-points incite les véhicules à passer beaucoup plus de temps en configuration de « virage à gauche » qu'en « virage à droite ». Cette utilisation fragilise de manière plus importante toutes les pièces des trains de droite et a tendance à faire « ouvrir » la roue de droite.
On parle alors souvent d'une voiture qui « tire à droite », cette dernière ayant tendance à s'écarter de sa trajectoire vers la droite si on lâche le volant en ligne droite sur une route bien plate et horizontale. Outre le danger direct que cela représente et la fatigue occasionnée au conducteur (il doit sans cesse rester appuyé sur le côté gauche de son volant pour contrer l'effet), cela cause une usure prématurée et asymétrique aux pneumatiques du véhicule, qu'il faudra alors changer plus fréquemment.
Un moyen sûr d'éviter ce phénomène est d'effectuer assez fréquemment le contrôle du parallélisme des véhicules, en moyenne une fois par an.

## La chasse
La chasse génère un auto-alignement des roues directrices dans l'axe de déplacement du véhicule. L'angle de chasse se mesure en degrés et minutes d'angle alors que le déport de chasse se mesure en centimètres ou millimètres. Après le parallélisme, c’est le réglage le plus fréquent sur les automobiles courantes — mais elle n'est pas toujours réglable.
Il existe deux méthodes pour mettre de la chasse :
1. on peut donner un angle au pivot de direction de la roue (angle de chasse). On retrouve cette méthode dans la plupart des véhicules routiers : automobiles, motocyclettes, vélos, poids lourds ;
2. l'autre méthode consiste à décaler le pivot de direction devant l'axe de la roue. On retrouve cela sur les chariots de supermarchés, ou dans l'aviation.

La chasse joue un rôle prépondérant dans le comportement de la direction d'un véhicule. Augmenter la chasse accroît la force de rappel de la direction et la stabilité directionnelle. Au braquage, la chasse donne du carrossage négatif à la roue extérieure et du carrossage positif à la roue intérieure, ce qui est bénéfique à l'accroche du train avant. Elle déporte aussi l'avant de la caisse vers l'intérieur du virage par rapport à l'aire de contact des pneus. Un moment de rappel de la direction est ainsi généré avec la force centrifuge, la direction tendant à se tourner dans le sens opposé au virage.

## L'anti-plongée et l'anti-cabrage
Ces deux termes désignent la même spécificité, respectivement pour nommer l'avant et l'arrière. Ce sont les angles des bras de suspension vis-à-vis du châssis par rapport au plan parallèle au sol. On mesure ces valeurs en degrés d'angle.
L'anti-plongée et l'anti-cabrage, comme leurs noms l'indiquent, combattent la plongée au freinage et le cabrage à l'accélération.
Pour limiter les modifications d'assiette au freinage et en accélération on trouve souvent des géométries anti-plongée et anti-cabrage sur les automobiles. Les motos en sont plus rarement équipées.

## L'empattement, la voie et le porte à faux

### Empattement
L'empattement est la distance entre l'essieu avant et l'essieu arrière d'un véhicule, plus précisément, la distance entre le moyeu de roue avant et le moyeu de roue arrière. C'est une dimension fondamentale d'un véhicule. 
Du fait du débattement des suspensions, l'empattement peut ne pas être constant lorsque la hauteur de la caisse suspendue varie au-dessus du sol.
Parfois, l'empattement est différent à droite et à gauche, comme sur les Renault 16 et Renault 4L où les barres de torsion de suspension, trop longues pour être mises en vis-à-vis, ont nécessité un montage en tête-bêche imposant alors un décalage des roues arrière.

### La voie
C'est la distance, sur un même essieu, entre les axes des zones de contact des roues sur le sol.
Les voies avant et arrière peuvent être différentes comme sur la Citroën DS, ou plus flagrant sur les engins agricoles. Généralement, les véhicules « traction » ont une voie plus large à l'avant qu'à l'arrière, pour des raisons de stabilité, le train arrière restant alors dans la trace du train avant. À l'inverse, les « propulsions » ont une voie arrière plus large, afin de pouvoir y loger des roues — motrices — de plus grande largeur.
Un des inconvénients d'une voie large, souvent employée sur les voitures de sport pour la stabilité qu'elle procure, est la surface frontale du véhicule ainsi équipé. Cela dégrade son coefficient de traînée (SCx) et réduit sa vitesse de pointe. Sur certaines voitures de rallye, elle peut pénaliser le pilote dans les spéciales où les routes sont les plus étroites.

### Porte-à-faux
Le porte-à-faux désigne le positionnement de toutes les pièces débordant de la zone délimitée par les essieux extrêmes (avant et arrière) du véhicule. Il est très souvent plus grand vers l'arrière qu'à l'avant, en particulier sur les camions.

### Influence de ces paramètres
Ces trois grandeurs ont un rôle prédominant dans le comportement dynamique du véhicule. Ils sont à considérer en fonction de la hauteur du centre de gravité du véhicule par rapport à l'axe des roues. On notera toutefois, les tendances suivantes :
- une voie réduite diminue la largeur de la surface de sustentation. Une voie large, comme souvent utilisée sur les voitures de rallye, accroît la stabilité et permet d'employer des barres anti-roulis plus souples pour le véhicule, ce qui le rend plus agile sur terrains bosselés ;

- un empattement réduit procure une bonne maniabilité dans un parcours sinueux mais rend le comportement délicat à haute vitesse. Un empattement long apporte de la stabilité en grande courbe rapide mais le diamètre de braquage est accru et le véhicule est moins maniable dans les parcours sinueux ;

- trop de masse en porte-à-faux déséquilibre les charges en appui et peut même contribuer dans un virage au décrochement des pneumatiques d'un essieu. Un exemple typique bien connu est la Porsche 911 et son moteur à plat flat-six en porte-à-faux à l'arrière. La tendance en compétition est de recentrer toutes les masses pour améliorer l'agilité du véhicule en diminuant son moment d'inertie autour de l'axe vertical passant par le centre de gravité. En WRC, les porte-à-faux sont artificiellement augmentés par l'ajout de boucliers avant et arrière pour que la voiture réponde aux réglementations techniques (comme la 206 WRC où l'usage des boucliers était caricatural afin que la voiture mesure la bonne longueur). Ces boucliers sont vides et représentent une masse négligeable.

## Le déport
Le déport (précisément « déport au sol ») est la distance entre le point d'intersection au sol de l'axe de pivot de direction et l'axe vertical qui passe par le centre de la bande de roulement du pneu. Plus il est important, plus l'effort à fournir pour braquer les roues sera important (dans le cas des roues avant, directrices).
Un déport important est souvent la conséquence d'une utilisation de jantes larges sur une voiture qui n'en était pas équipée. L'un des exemples les plus connus se trouve dans la discipline du tuning, lorsque les mécaniciens montent des jantes larges sur une voiture de série qui n'en était pas dotée. Outre les fatigues mécaniques que cela peut infliger aux boîtiers de direction des véhicules concernés (on doit forcer plus pour tourner les roues, et le mécanisme de direction s'use plus vite), cela peut accélérer de manière assez importante l'usure des roulements de roue et des fusées de suspension de la voiture, qui se retrouvent soumis à un effort plus important. En effet, la roue étant plus « éloignée » de son support, le bras de levier exercé par la roue contre son axe et ses roulements est plus long donc plus contraignant pour la mécanique. Sur le long terme, il arrive parfois que des voitures ayant roulé longtemps avec un fort déport se retrouvent avec des trains très usés, au point de générer un fort carrossage négatif (les fusées de suspension s'usent de manière conique et la roue « rentre vers l'intérieur »).